# Billy Mays
William Darrell "Billy" Mays Jr. (20/07/1958 – 28/06/2009) là một nhân viên bán hàng quảng cáo phản hồi trực tiếp trên truyền hình Mỹ đáng chú ý nhất để quảng bá Fix-It, OxiClean, Orange Glo, Kaboom, Zorbeez và các sản phẩm làm sạch, bảo dưỡng tại nhà và bảo trì khác trên Mạng mua sắm tại nhà và thông qua công ty của ông, Mays Prom Promotion, Inc.
Ông và đối tác kinh doanh của mình, Anthony Sullivan, cũng được giới thiệu trên PitchMen, một bộ phim truyền hình Discovery Channel ghi lại công việc của họ. Bộ râu, trang phục đặc biệt và những chiêu trò bán hàng vô tư của anh khiến anh trở thành một nhân vật truyền hình quen thuộc ở Hoa Kỳ và Canada.

## Thời trẻ
Mays được sinh ra ở McKees Rocks, Pennsylvania và lớn lên ở Pittsburgh gần đó. Anh ta là học sinh của trường trung học Sto-Rox, và sau đó là Đại học West Virginia, nơi anh là một hậu vệ cánh trong đội bóng đá của mình trong hai năm ở đó.

## Sự nghiệp

### Công việc ban đầu
Sau khi bỏ học đại học, Mays làm việc cho công ty chất thải nguy hại của cha mình trước khi chuyển đến Atlantic City, New Jersey vào năm 1983. Trên lối đi bộ của Thành phố Atlantic, Mays đã bán thiết bị giặt di động Washmatik cho người qua đường, cùng với các sản phẩm "Như đã thấy trên TV" khác. Tại thành phố Atlantic, anh được những người bán hàng lớn tuổi dạy cách bán hàng, nói rằng "Tôi được dạy bởi nhiều người bán dạo cũ. Đó là phong cách mà tôi có."
Mays sau đó đi đến các chương trình gia đình, triển lãm ô tô và hội chợ tiểu bang trên khắp Hoa Kỳ trong thời gian mười hai năm, bán các sản phẩm và công cụ bảo trì khác nhau, bao gồm các sản phẩm làm sạch và máy cắt thực phẩm.

### Quảng cáo trên truyền hình
Tại một triển lãm tại Pittsburgh năm 1993, Mays đã nảy sinh tình bạn với nhân viên bán hàng đối thủ Max Appel, người sáng lập Orange Glo International, một nhà sản xuất các sản phẩm làm sạch có trụ sở tại Denver. Sau đó, ông được công ty thuê để quảng bá cho dòng sản phẩm làm sạch của họ, OxiClean, Orange Clean, Orange Glo và Kaboom, trên Mạng mua sắm tại nhà ở St. Petersburg, Florida. Cùng năm đó, anh cũng kết bạn với một nhà quảng cáo chào hàng tương lai khác, Anthony Sullivan. Phản hồi của khách hàng đối với các quảng cáo bán hàng của Mays rất nhiệt tình, với doanh số tăng mạnh sau ngày đầu tiên của anh ấy trên mạng, mặc dù một số đánh giá rất kém. Ông đã rất nổi tiếng với việc hét lên nghe rất thô lỗ trong quảng cáo thông tin. Ví dụ, nhà văn nhân viên của Washington Post, Frank Ahrens, đã gọi ông và những người bán hàng trên truyền hình tương tự khác là "một người bán đầy đủ âm lượng, nổi lên như một ứng cử viên cho một cuộc triệt phá súng gây mê".
Vào tháng 10 năm 2000, anh ta đã bắn một thông tin cho tập đoàn OxiClean lúc đó ba tuổi. Anh ấy sẽ là một thành viên chính trong nhóm, cũng như công ty phổ biến hơn vào thời điểm đó, OrangeGlo. Sau đó, anh sẽ xuất hiện trong quảng cáo của Kaboom.
Mays là CEO và người sáng lập của Mays Prom Promotion, Inc., có trụ sở tại nhà riêng của ông ở Odessa, Florida. Các dịch vụ của anh ấy như một người chào hàng đã trở nên rất được ưa chuộng và anh ấy đã xuất hiện trong các quảng cáo cho nhiều sản phẩm "như được thấy trên TV" như Mighty Putty. Mays tuyên bố là người dùng khao khát các sản phẩm mà anh quảng cáo.
Vào tháng 12 năm 2008, Mays bắt đầu xuất hiện trong quảng cáo cho dịch vụ trực tuyến của ESPN, ESPN360. Những quảng cáo này là một sự khởi đầu nhẹ cho Mays vì chúng được thiết kế để nhại lại những lời nói sáo rỗng về thương mại của anh ấy với Mays dường như đang nhại lại chính mình. Anh ấy cũng xuất hiện trực tiếp trong Champs Sports Bowl 2008 để quảng bá cho các trò chơi ném bóng của ESPN và ABC vào ngày 1 tháng 1 năm 2009. Trước khi qua đời, Mays đã ký hợp đồng với Taco Bell để quay quảng cáo theo phong cách phi thương mại cho chuỗi. Bắn súng đã được lên kế hoạch để bắt đầu vào tháng 8 năm 2009.

### Những lần xuất hiện trên truyền hình khác
Vào ngày 15 tháng 4 năm 2009, Kênh Discovery đã bắt đầu phát sóng PitchMen, một bộ phim tài liệu có sự tham gia của Mays và Anthony Sullivan trong công việc của họ trong tiếp thị phản hồi trực tiếp. Sau cái chết của Mays, Discovery Channel đã phát sóng chương trình đặc biệt tưởng nhớ Billy Mays, Pitchman: A Tribute to Billy Mays.
Vào ngày 27 tháng 3 năm 2009, Mays xuất hiện trên chương trình The Tonight Show with Jay Leno. Anh và Sullivan cũng xuất hiện trên The Tonight Show with Conan O'Brien vào ngày 23 tháng 6 năm 2009, năm ngày trước khi Mays mất.

## Cuộc sống cá nhân
Cuộc hôn nhân đầu tiên của Mays là với Dolores "Dee Dee" Mays. Anh có một con trai với Dolores tên là Billy Mays III (22 tuổi vào lúc Mays chết) và làm trợ lý sản xuất cùng với cha trong chương trình truyền hình PitchMen. Mays có một cô con gái, Elizabeth, với người vợ thứ hai, Deborah Mays. Con gái ông ba tuổi vào lúc ông chết. Mẹ của Mays là Joyce Palm, và cha anh là Billy Mays Sr.; cả hai đều sống lâu hơn anh ta.
Trong một cuộc phỏng vấn trong chiến dịch tranh cử tổng thống năm 2008, Mays tiết lộ mình là người Cộng hòa.

## Cái chết
Mays được vợ phát hiện không trả lời trong nhà ở Tampa, Florida vào sáng ngày 28 tháng 6 năm 2009. Ông được tuyên bố là đã chết vào lúc 7:45 sáng, dường như đã chết vào lúc nào đó trong đêm. Associated Press báo cáo rằng không có dấu hiệu cho thấy ngôi nhà đã bị đột nhập, và cảnh sát không nghi ngờ chơi xấu. Ban đầu, có suy đoán không chính xác rằng anh ta đã chết vì chấn thương đầu sau khi anh ta bị đánh vào đầu bởi hành lý sau khi một tai nạn hàng không hạ cánh nơi lốp xe nổ tung.
Sau khi khám nghiệm tử thi ban đầu trên cơ thể của Mays vào ngày 29 tháng 6, Vernard Adams, giám khảo y khoa của Hạt Hillsborough, Florida, tuyên bố rằng Mays bị bệnh tim tăng huyết áp và bệnh tim là nguyên nhân gây ra cái chết của anh. Theo một báo cáo độc chất được công bố ngày 7 tháng 8 năm 2009, bệnh tim là "nguyên nhân chính gây tử vong" và cocain được cho là "nguyên nhân gây tử vong." Đáp lại việc công bố báo cáo về độc tính, gia đình Mays đã đưa ra một thông cáo báo chí nói rằng: "Chúng tôi vô cùng thất vọng trước thông cáo báo chí do văn phòng giám định y khoa của Hạt Hillsborough phát hành. Chúng tôi tin rằng nó chứa các kết luận đầu cơ thực sự không cần thiết và có xu hướng che khuất kết luận rằng Billy bị tăng huyết áp mãn tính, không được điều trị "và nói trong bản phát hành rằng họ đang xem xét" đánh giá độc lập về kết quả khám nghiệm tử thi".
Giám khảo y tế "kết luận rằng việc sử dụng cocaine gây ra hoặc góp phần vào sự phát triển của bệnh tim và do đó đã góp phần vào cái chết của anh ấy", văn phòng cho biết trong một thông cáo báo chí. Văn phòng cho biết Mays sử dụng cocaine lần cuối trong vài ngày trước khi chết nhưng không chịu ảnh hưởng của thuốc khi chết. Người phát ngôn của Hạt Hillsborough Lori Hudson cho biết không có gì trong báo cáo về độc tính cho thấy tần suất sử dụng cocaine của Mays. Cocaine có thể làm tăng huyết áp động mạch, trực tiếp gây phì đại tâm thất trái và đẩy nhanh quá trình hình thành xơ vữa động mạch trong các động mạch vành. Tuy nhiên, vào tháng 10 năm 2009, kết quả kiểm tra y tế lần thứ hai, do gia đình của Mays ủy quyền, đã kết luận rằng "cocaine không phải là yếu tố góp phần quan trọng" vào cái chết của anh.
Theo báo cáo tin tức tiếp theo các xét nghiệm độc tính cũng cho thấy mức độ của thuốc giảm đau hydrocodone, oxycodone và tramadol, cũng như thuốc chống lo âu alprazolam và diazepam. Mays bị các vấn đề về hông và được lên kế hoạch phẫu thuật thay khớp háng vào ngày sau khi anh ta được tìm thấy đã chết.
Tang lễ của Mays được tổ chức vào ngày 3 tháng 7 năm 2009 tại quê nhà McKees Rocks, Pennsylvania. Những người mặc quần áo mặc áo sơ mi màu xanh và quần kaki trong đám tang, giống như Mays mặc khi quảng cáo sản phẩm của mình. Ông được chôn cất tại Nghĩa trang Núi Calvary.
Ngay sau khi ông qua đời, nhiều công ty đã rút quảng cáo có sự xuất hiện của Mays. Đến giữa tháng 7, với sự đồng ý của gia đình, một số quảng cáo đã được đưa vào vòng quay, bên cạnh những cái mới hơn mà Mays đã quay trước khi chết.

## Trong văn hóa đại chúng
Câu khẩu hiệu và quảng cáo thông tin của anh ấy đã khiến Billy Mays trở thành một biểu tượng đáng chú ý trong văn hóa đại chúng, với nhiều chương trình, Video trên YouTube và các bộ phim chiếu sáng anh ấy. Trong tập phim "Những người nổi tiếng đã chết" ở South Park, hồn ma của Mays xuất hiện liên tục với Ike Broflovski, cố gắng bán cho anh ta sản phẩm từ thế giới bên kia với câu khẩu hiệu "Xin chào, Billy Mays ở đây với...". Billy III, con trai của Mays, một người hâm mộ South Park tự xưng, nói rằng anh ta yêu "Người nổi tiếng đã chết", và thấy chân dung của cha mình vừa trang nhã vừa đáng kính trọng.
| Sản phẩm                | Mô tả                                                                        |
| ----------------------- | ---------------------------------------------------------------------------- |
| Awesome Auger           | Một dụng cụ làm vườn.                                                        |
| Big City Slider Station | Một lò làm burger nhỏ.                                                       |
| DC Snowboards           | Ván trượt tuyết mới với độ bền tuyệt vời.                                    |
| The Ding King           | Một thiết bị sửa chữa nha khoa.                                              |
| DualSaw                 | Một cái cưa tròn có hai lưỡi dao.                                            |
| Engrave-it              | Một công cụ để khắc tên của bạn trên bất kỳ bề mặt kim loại nào.             |
| ESPN360                 | Một dịch vụ băng thông rộng.                                                 |
| EZ Bundler              | Một công cụ đóng đai mà bó các đối tượng lại với nhau.                       |
| EZ Crunch Bowl          | "Một cách mới để ăn ngũ cốc ăn sáng".                                        |
| Flies Away              | Một cái bẫy ruồi.                                                            |
| Gator Blades            | Lưỡi gạt nước kính chắn gió hạng nặng chính xác.                             |
| Gopher                  | Một công cụ để lấy các vật thể ngoài tầm với.                                |
| Grabit                  | Một công cụ loại bỏ ốc vít dễ dàng.                                          |
| Grater Plater           | Một tấm gốm với răng vắt.                                                    |
| Green Now!              | Phân bón cỏ đóng lon.                                                        |
| Grip Wrench             | Một công cụ để giúp nắm bắt.                                                 |
| Handy Switch            | Một công tắc điện không dây.                                                 |
| Hercules Hook           | Một cái móc để treo đồ vật lên tường.                                        |
| iCan health insurance   | Bảo hiểm y tế.                                                               |
| Impact Gel              | Đệm giày.                                                                    |
| iTie                    | Chiếc cà vạt với một túi ẩn.                                                 |
| Jupiter Jack            | Hệ thống loa điện thoại di động cho xe hơi.                                  |
| Kaboom!                 | Chất tẩy ngói và vòi sen                                                     |
| Mighty Mendit           | Một chất liên kết để vá vải.                                                 |
| Mighty Shine            | Một loại bột mềm giúp loại bỏ rỉ sét và xỉn màu từ các vật kim loại của bạn. |
| Mighty Putty            | Một chất kết dính epoxy putty.                                               |
| Mighty Putty Steel      | Một chất kết dính hợp kim kim loại.                                          |
| Mighty Putty Wood       | Một putty epoxy không co lại cho gỗ.                                         |
| Mighty Tape             | Một băng cao su silicon tự thấm nước.                                        |
| Orange Glo              | Một chất tẩy rửa gỗ.                                                         |
| OxiClean                | Chất tẩy đa năng                                                             |
| Quick Chop              | Một thiết bị băm nhỏ.                                                        |
| Samurai Shark           | Một dụng cụ mài dao.                                                         |
| Simoniz Fix-It          | Một chất tẩy vết xước.                                                       |
| Steam Buddy             | Bàn ủi hơi nước nhẹ.                                                         |
| Tool Band-it            | Một băng tay từ tính để giữ dụng cụ cầm tay.                                 |
| Turbo Tiger             | Máy hút bụi.                                                                 |
| Ultimate Chopper        | Một dụng cụ nhà bếp.                                                         |
| Vidalia Slice Wizard    | Một dụng cụ nhà bếp.                                                         |
| WashMatik               | Một vòi có thể bơm nước từ xô mà không được nối với một vòi.                 |
| What Odor?              | Một chất lỏng khử mùi.                                                       |
| Zorbeez                 | Một miếng vải sơn dương.                                                     |